# Eve Arden
Eve Arden (født Eunice M. Quedens; 30. april 1908 i Mill Valley, Californien, USA, død 12. november 1990 i Los Angeles, Californien) var en amerikansk skuespiller.
I 1945 var hun Oscar-nomineret for bedste kvindelige birolle i filmen Mildred Pierce. Hun vandt en Emmy 1953 for TV-serien Our Miss Brooks (1952–55) og har fået to stjerner på Hollywood Walk of Fame for sin indsats indenfor radio og TV.